# Louis Franz Aguirre
Louis Franz Aguirre (n. Camagüey, Cuba, 1968) es un compositor y director de orquesta cubano que ha alcanzado renombre mundial. 

## Formación académica
Louis Aguirre estudó composición musical con Harold Gramatges, Roberto Valera y Tulio Peramo, así como también violín y dirección orquestal en el Instituto Superior de Arte de La Habana. El recibió un BA en composición musical en 1991. El también asistió a cursos de posgrado en composición musical en el Conservatorium van Amsterdam de Holanda desde el año 2002 al 2004, matriculándose en el programa de posgrado llamado: “Música Contemporánea a través de técnicas orientales” con el profesor R. Reina, así como también en el Århus Royal Conservatory en Dinamarca desde el 2004 al 2005 con los profesores Karl Aage Rasmussen, Rolf Wallin y Hans Abrahamsen.

## Compositor
Louis Aguirre ha trabajado como compositor a tiempo completo desde que estableció su residencia en Europa en el año 2002, donde ha recibido numerosas comisiones.  Aguirre ha compuesto obras para numerosos instrumentistas y grupos de prestigio como Ere Lievonen, Enric Monfort, Adam Ørvad, Carlos Gálvez, Juanjo Guillem, Mikkel Andersen, Barbara Lueneburg, Karolina Leedo, Axyz Ensemble, Arbós Trío, Snow Mask Ensemble, Kimbala Percussion Group, DuoMetrie, Verso Duo, la Orquesta Sinfónica de La Habana, la Orquesta Sinfónica de Santiago de Cuba y la Orquesta Sinfónica de Camagüey, el Cuarteto Arditti, el TANA String Quartet, Residencias Ensemble, Neopercusión y el Colectivo Neo.
Su música ha sido interpretada en numerosos festivales y eventos en Europa, China, los Estados Unidos y la América Latina, tales como el Internationale Ferienkurse für Neue Musik in Darmstadt, Alemania, SUSÅ Contemporary Music Festival, Dinamarca, Granada Festival Internacional de Música y Danza, España, Liubliana Festival, Slovenia, Summartónar, Islas Faroe y el Amsterdam Gaudeamus Week en Holanda. 
La música de Aguirre ha sido transmitida por estaciones radiales y de TV en España, Alemania, Diamarca, Cuba y Holanda. Su amplio catálogo incluye obras operáticas, orquestales, de cámara y solistas, así como corales y vocales.

## Director orquestal
Desde el año 1995 al 2000, Louis Aguirre fungió como director principal y director artístico de la Orquesta Sinfónica de Camagüey en Cuba. Trabajó también como director invitado de la Orquesta Sinfónica Nacional en La Habana y de la Orquesta Sinfónica de Santiago de Cuba. 

## Profesor
Incluso desde 1995 al 2000, Aguirre fue designado como profesor del Conservatorio de Camagüey, y fue el fundador, organizador y director artístico del Festival Internacional de Música Contemporánea en la misma ciudad.

## Reconocimientos y premios
Louis Aguirre ha recibido numerosos premios y comisiones, tales como: 1988- El premio UNEAC (Unión de Compositores y Artistas de Cuba) Primer Premio por su "Concierto para Trío Clásico", 1989- Primer Premio por “Canto de Otoño” en el concurso de la Universidad de La Habana “Jornadas Martianas”, 1991- El Primer Premio UNEAC en música de cámara por la obra "Visiones", 2002- Beca de la Fundación de Autores Española, 2008- Comisión del Statens Kunstfond de Dinamarca, 2011- Primer Premio en el Concurso Martirano, University of Illinois, USA.  Recientemente, Aguirre ha sido distinguido con el prestigioso Premio Trianual del Danish State Arts Council.

## Textos y ensayos sobre Louis Franz Aguirre y su música
- Hernández Isabelle. 2001. Aguirre, enfant terrible. The Granma newspaper, Saturday, October 20th, 2001.
- Morales Flores, Iván César. 2005. Ebbó: Estudio analítico de una ópera de Louis Aguirre. Thesis, Havana Superior Institute of Arts.
- Morales Flores, Iván César. 2008. Ebbó: del rito al simulacro, in Boletín de Música #21/ enero-marzo/ Revista de Música Latinoamericana y Caribeña, Casa de las Américas.
- Molerio Rosa, Arleti María. 2009. La producción musical del compositor Louis Aguirre Rovira en el presente de la música de cámara académica cubana. Revista Variaciones #1, Universidad Estatal de Cuenca, Ecuador.
- Albertson Dan. April 2010. La Folia, Online Music Review. "Qualche tedeschi, qualche gaijin". (review on CD Verso, "IBEYI".)
- Santacecilia María. July 2010. Mundo Clásico: Nadar en ríos metafísicos. Spain.
- Morales Flores, Iván César. November 2011. Louis Aguirre, una inusual confluencia sonora de ritos y culturas, in Musiker.18, 2011. Spain.
- Santana, Ernesto. 31 de marzo de 2014. CUBANET: Hasta donde me lleven los dioses.
- Durán-Loriga, Jacobo. 26 de diciembre de 2014. Sulponticello: Arrebato festivo: 20 años de Neopercusión.
- O’Bannon, Ricky. December, 2014. Baltimore Symphony Orchestra: 5 Cuban Composers to watch.   Archivado el 23 de septiembre de 2015 en Wayback Machine.